# Dąb Tamme-Lauri
Dąb Tamme-Lauri (est. Tamme-Lauri tamm) – mający około 680 lat dąb szypułkowy (Quercus robur L.) w Estonii w Urvaste w prowincji Võru.
Dąb został nazwany Tamme-Lauri od boga ognia Laurita, który miał zamieszkać w dębie. Został on kilkakrotnie uderzony piorunem, który uszkodził gałęzie, a jego pień wewnątrz jest pusty. W środku drzewa może stanąć siedem osób. Tamme-Lauri jest najgrubszym i najstarszym drzewem w Estonii.

## Ochrona
Dąb został objęty ochroną jeszcze przed II wojną światową zarządzeniem Ministra Spraw Społecznych o ochronie pojedynczych drzew, głazów i obiektów z 30 czerwca 1939 roku.

## Konkurs Europejskie Drzewo Roku
W finale europejskiego konkursu organizowanego od 2011 roku przez Environmental Partnership Association (EPA) biorą udział zwycięzcy etapów krajowych. Celem konkursu na Europejskie Drzewo Roku jest zwrócenie uwagi na ciekawe stare drzewa, jako ważne dziedzictwo przyrodnicze i kulturowe, które należy cenić i chronić. O wyborze decyduje nie wiek, rozmiary czy wygląd, ale historia i związki drzew z ludźmi. Wybierane są drzewa, które stały się integralną częścią społeczności. W 2016 roku dąb Tamme-Lauri zajął w internetowym głosowaniu 7. miejsce.

## Dane
- Gatunki drzew - dąb szypułkowy (Quercus robur L.)
- Objętość pnia - 8,31 m
- Wysokość drzewa wynosi 17 m
- Wiek wynosi około 680 lat[2]